# Salla
Salla —en rus Салла; fins al 1936 Kuolajärvi— és un municipi de Finlàndia a la Lapònia Finlandesa. Té una població de 4.155 habitants i ocupa una superfície de 5.872 km². Les tropes soviètiques envairen Salla durant la Guerra d'Hivern però van ser aturades per l'exèrcit finlandès en la batalla de Salla. Parts d'aquest municipi van ser cedides a la Unió Soviètica després de la guerra. La part cedida es diu de vegades "Salla Antiga" o Vanha Salla. Durant la Guerra de Continuació la part vella de Salla estava en la part soviètica de la frontera. Les tropes alemanyes del XXXVI Corps atacaren les posicions soviètiques amb ajuda de les forces finlandeses i ocuparen també els territoris cedits. Al final de la guerra els finlandesos expulsaren els alemanys durant la Guerra de Lapònia. Es van cedir a l'URSS els pobles de Kória, Kuolajärvi Kurtti, Lampela, Sallansuu, Sovajärvi, Tuutijärvi i Vuoriarvi.